# 25994 Lynnelleye
25994 Lynnelleye è un asteroide della fascia principale. Scoperto nel 2001, presenta un'orbita caratterizzata da un semiasse maggiore pari a 2,3651109 UA e da un'eccentricità di 0,0808591, inclinata di 5,86442° rispetto all'eclittica.